# Wallace-Woodworth
Wallace-Woodworth es un municipio rural canadiense situado en la provincia de Manitoba.

## Superficie
Wallace-Woodworth tiene una superficie de 1977,43 km².

## Demografía
En 2021, tenía 2748 habitantes, una densidad poblacional de 1,4 hab./km², y 1144 viviendas.